# 1936 na Alemanha
Esta é uma cronologia dos fatos acontecimentos de ano 1936 na Alemanha.

## Eventos
- 6 de fevereiro: Inicia-se os Jogos Olímpicos de Inverno, em Garmisch-Partenkirchen.
- 16 de fevereiro: Termina os Jogos Olímpicos de Inverno, em Garmisch-Partenkirchen.
- 1 de agosto: Iniciam-se os Jogos Olímpicos de Verão, em Berlim.
- 16 de agosto: Terminam  os Jogos Olímpicos de Verão, em Berlim.
- 7 de março: Violando os tratados de Locarno e de Versalhes, as tropas alemãs reocupam a Renânia.
- 25 de outubro: Adolf Hitler assina um acordo secreto de cooperação com o ditador italiano fascista Benito Mussolini.
- 25 de novembro: A Alemanha Nazista e o Império do Japão assinam o Pacto Anticomintern, um acordo que tinha como objetivo a oposição ao desenvolvimento do comunismo.

## Nascimentos
- 4 de março: Aribert Reimann, compositor e pianista.